# 福岡県道508号金川田主丸線
福岡県道508号金川田主丸線（ふくおかけんどう508ごう かながわたぬしまるせん）は、福岡県朝倉市から久留米市に至る一般県道である。

## 概要
朝倉市三奈木から久留米市田主丸町田主丸に至る。

### 路線データ
- 起点：福岡県朝倉市三奈木（十文字公民館前交差点、国道386号交点）
- 終点：福岡県久留米市田主丸町田主丸（田主丸総合支所交差点、国道210号交点）

## 路線状況

### 重複区間
- 福岡県道33号甘木田主丸線（朝倉市中 - 久留米市田主丸町野田）
- 福岡県道81号久留米浮羽線（久留米市田主丸町野田 - 久留米市田主丸町常盤）

### 道路施設

#### 橋梁
- 迎田橋（荷原川、朝倉市）
- 小塚橋（桂川、朝倉市）
- 両筑橋（筑後川、朝倉市 - 久留米市、福岡県道33号甘木田主丸線重複区間内）
- 古川橋（古川、久留米市）

## 地理

### 通過する自治体
- 朝倉市
- 久留米市

### 交差する道路
| 交差する道路                                     | 市町村名 | 交差する場所   | 交差する場所                |
| ------------------------------------------------ | -------- | -------------- | --------------------------- |
| 国道386号 福岡県道・大分県道112号福岡日田線 重複 | 朝倉市   | 三奈木         | 十文字公民館前交差点 / 起点 |
| 福岡県道585号殖木入地甘木線                      | 朝倉市   | 中島田         |                             |
| 福岡県道589号福光朝倉線                          | 朝倉市   | 大庭           |                             |
| 佐賀県道・福岡県道14号鳥栖朝倉線                 | 朝倉市   | 長渕           |                             |
| 福岡県道33号甘木田主丸線 重複区間起点            | 朝倉市   | 中             |                             |
| 福岡県道33号甘木田主丸線 重複区間終点            | 久留米市 | 田主丸町野田   |                             |
| 福岡県道81号久留米浮羽線 重複区間起点            | 久留米市 | 田主丸町野田   |                             |
| 福岡県道81号久留米浮羽線 重複区間終点            | 久留米市 | 田主丸町常盤   |                             |
| 国道210号 / 浮羽バイパス                         | 久留米市 | 田主丸町常盤   |                             |
| 国道210号                                        | 久留米市 | 田主丸町田主丸 | 田主丸総合支所交差点 / 終点 |

### 沿線
- 筑後川
- 久留米市立水分小学校
- 久留米市立田主丸小学校
- 福岡県立浮羽工業高等学校